# اسماعیل‌آباد (زرقان)
اسماعیل‌آباد روستایی در دهستان بندامیر بخش مرکزی شهرستان زرقان استان فارس ایران است.

## جمعیت
بر پایه سرشماری عمومی نفوس و مسکن در سال ۱۳۹۵ جمعیت این روستا کمتر از ۳ خانوار بوده‌است.